# FK Javor Ivanjica
Maillots
Dernière mise à jour : 1er août 2025.
Le Fudbalski Klub Javor Ivanjica (en serbe : Фудбалски Клуб Јавор Ивањица), plus couramment abrégé en FK Javor Ivanjica, est un club serbe de football fondé en 1912 et basé dans la ville d'Ivanjica.

## Historique
- 2005 : le club est renommé Habitfarm Ivanjica dans le cadre d'un partenariat avec la société Habitfarm
- 2011 : après la fin de ce partenariat, le club retrouve son nom d'origine FK Javor Ivanjica

## Bilan sportif

### Palmarès
| Compétitions nationales |
| --- |
| - Coupe de Serbie : - Finaliste : 2015-2016. - Championnat de Serbie de deuxième division (1) : - Champion : 2001-2002 (Ouest) et 2007-2008. - Vice-champion : 2004-2005, 2014-2015, 2018-19 et 2021-2022. |

### Bilan par saison
| Saison    | Championnat | Championnat | Championnat | Championnat | Championnat | Championnat | Championnat | Championnat | Championnat | Championnat | Coupe de Serbie     |
| Saison    | Division    | Pos         | Pts         | J           | V           | N           | D           | BP          | BC          | Diff        | Coupe de Serbie     |
| --------- | ----------- | ----------- | ----------- | ----------- | ----------- | ----------- | ----------- | ----------- | ----------- | ----------- | ------------------- |
| 2006-2007 | 2e          | 12e         | 54          | 38          | 15          | 9           | 14          | 35          | 42          | -7          | Seizièmes de finale |
| 2007-2008 | 2e          | 1er         | 70          | 34          | 18          | 16          | 0           | 38          | 12          | +26         | Quarts de finale    |
| 2008-2009 | 1re         | 4e          | 53          | 33          | 13          | 14          | 6           | 39          | 27          | +12         | Huitièmes de finale |
| 2009-2010 | 1re         | 7e          | 38          | 30          | 8           | 14          | 8           | 22          | 23          | -1          | Seizièmes de finale |
| 2010-2011 | 1re         | 8e          | 41          | 30          | 10          | 11          | 9           | 21          | 24          | -3          | Seizièmes de finale |
| 2011-2012 | 1re         | 9e          | 39          | 30          | 11          | 6           | 13          | 28          | 32          | -4          | Quarts de finale    |
| 2012-2013 | 1re         | 10e         | 34          | 30          | 9           | 7           | 14          | 38          | 40          | -2          | Demi-finales        |
| 2013-2014 | 1re         | 15e         | 29          | 30          | 6           | 11          | 13          | 29          | 38          | -9          | Seizièmes de finale |
| 2014-2015 | 2e          | 3e          | 61          | 30          | 17          | 10          | 3           | 47          | 19          | +28         | Seizièmes de finale |
| 2015-2016 | 1re         | 13e         | 43          | 37          | 10          | 13          | 14          | 25          | 29          | -4          | Finale              |
| 2016-2017 | 1re         | 8e          | 43          | 37          | 11          | 10          | 16          | 34          | 50          | -16         | Huitièmes de finale |
| 2017-2018 | 1re         | 15e         | 36          | 37          | 10          | 6           | 21          | 33          | 57          | -24         | Quarts de finale    |
| 2018-2019 | 2e          | 2e          | 77          | 37          | 23          | 8           | 6           | 78          | 37          | +41         | Huitièmes de finale |
| 2019-2020 | 1re         | 13e         | 28          | 30          | 6           | 10          | 14          | 43          | 62          | -19         | Seizièmes de finale |
| 2020-2021 | 1re         | 16e         | 46          | 38          | 12          | 10          | 16          | 45          | 53          | -8          | Huitièmes de finale |
| 2021-2022 | 2e          | 2e          | 69          | 37          | 19          | 12          | 6           | 57          | 30          | +27         | Huitièmes de finale |
| 2022-2023 | 1re         | 12e         | 37          | 37          | 9           | 10          | 18          | 35          | 56          | -21         | Seizièmes de finale |

Légende
- Finaliste ou vice-champion de la compétition.
- Promotion en division supérieure.
- Relégation en division inférieure.

## Personnlalités du club

### Présidents du club
- Dragomir Lazović

### Entraîneurs du club
| - Radovan Ćurčić (2003 - 2006) - Srđan Vasiljević (2006) - Goran Marić (2006 - 2007) - Radovan Ćurčić (2007 - 2010) - Zoran Njeguš (2010 - 2011) - Vladan Milojević (2011) - Aleksandar Janjić (2011 - 2012) | - Mladen Dodić (2012 - 2013) - Bogić Bogićević (2013) - Predrag Ristanović (2013 - 2014) - Slavenko Kuzeljević (2014 - 2015) - Aleksandar Janjić (2015 - 2016) - Mladen Dodić (2016) - Miloš Veselinović (2016) | - Srđan Blagojević (2016 - 2017) - Srđan Vasiljević (2017) - Vlado Jagodić (2017 - 2018) - Milovan Milović (2018) - Igor Tufegdžić (2018 - 2019) - Igor Bondžulić (2019 - 2021) - Milovan Milović (2021 - 2022) - Igor Bondžulić (2022 - ) |